# Central European Media Enterprises
Central European Media Enterprises est une entreprise dont le siège social est aux Bermudes, fondée en 1994 par le magnat des médias Ronald Lauder, aussi président du Congrès juif mondial.
L'entreprise opère dans sept pays de l'Europe de l'Est dans le secteur des médias (en particulier du divertissement), principalement à travers la diffusion, la distribution et les nouveaux médias.
En République tchèque elle fait partie de l'indice PX, le principal indice boursier de la bourse de Prague. 

## Historique
Central European Media Enterprises Ltd. est cofondée en 1991 en Allemagne par Ronald Lauder et Mark Palmer, sous l’appellation CEDC GmbH (Central European Development Corporation). La même année, l'entreprise est réincorporée aux Pays-Bas sous son nom actuel. Les objections formulées par la République tchèque concernant la distinction juridique entre les deux sociétés sont rejetées par la Cour internationale d'arbitrage de la Chambre de commerce internationale, qui les juge non-pertinentes,. Les intérêts en capital de l'entreprise CEDC GmbH sont tous transférés à la CME le 28 juillet 1994. Peu après, cette dernière déplace son siège social vers les Bermudes.
En 2008, l'entreprise rachète à Adrian Sârbu, ancien dirigeant de Pro TV, l'entreprise MediaPro Entertainent, qui opère plusieurs activités telles que Media Pro Pictures, MediaPro Studios, MediaPro Distribution, MediaPro Music, ProVideo home video company, Cinema Pro et Hollywood Multiplex cinemas.
Néanmoins, entre 2013 et 2015, la CME vend tous ses actifs de Media Pro Entertainment : MediaPro Music est cédée à Universal Music Roumanie tandis que MediaPro Distribution est revendue à Vertical Entertainment. Les autres actifs sont cédés à des investisseurs privés.
Le 23 mars 2009, Time Warner (aujourd'hui WarnerMedia) entre au capital de la CME à hauteur de 31 %. 
En 2010, la CME vend le groupe de médias ukrainien 1+1 pour 300 millions de dollars.
La CME cède en 2018 son réseau de télévision en Croatie pour 86,4 millions d'euros à l'entreprise United Group
.
En octobre 2019, AT&T signe un accord de vente des capitaux de WarnerMedia au groupe financier tchèque PPF,. La transaction, évaluée à 2,1 milliards de dollars, est soumise à l'approbation des actionnaires et des autorités réglementaires et devrait être finalisée en 2020.

## Activités

### Télévision
| Logo | Chaîne                                         | Date de création | Actionnaires |
| ---- | ---------------------------------------------- | ---------------- | ------------ |
|      | bTV (HD) Chaîne généraliste nationale          | 1er juin 2000    | 100 % CEM    |
|      | bTV Action (HD) Chaîne thématique nationale    | 22 janvier 2011  | 100 % CEM    |
|      | bTV Cinema (HD) Chaîne thématique nationale    | 7 décembre 2009  | 100 % CEM    |
|      | bTV Comedy (HD) Chaîne thématique nationale    | 1er octobre 2009 | 100 % CEM    |
|      | bTV Lady (HD) Chaîne thématique nationale      | 28 janvier 2012  | 100 % CEM    |
|      | RING (HD) Chaîne thématique nationale sportive | 12 mai 1998      | 100 % CEM    |

| Logo | Chaîne                                      | Date de création | Actionnaires |
| ---- | ------------------------------------------- | ---------------- | ------------ |
|      | RTL Televizija Chaîne généraliste nationale | 30 avril 2004    | 100 % CEM    |
|      | RTL2 Chaîne généraliste nationale           | 2 janvier 2011   | 100 % CEM    |
|      | RTL Kockica Chaîne thématique nationale     | 11 janvier 2014  | 100 % CEM    |
|      | RTL Adria Chaîne thématique nationale       | 24 février 2020  | 100 % CEM    |
|      | RTL Crime Chaîne thématique nationale       | 12 mars 2015     | 100 % CEM    |
|      | RTL Living Chaîne thématique nationale      | 12 mars 2015     | 100 % CEM    |
|      | RTL Passion Chaîne thématique nationale     | 12 mars 2015     | 100 % CEM    |
|      | RTL Croatia World Chaîne internationale     | 11 juillet 2016  | 100 % CEM    |

| Logo | Chaîne                                            | Date de création | Actionnaires |
| ---- | ------------------------------------------------- | ---------------- | ------------ |
|      | Pro TV Chișinău (HD) Chaîne généraliste nationale | 3 septembre 1999 | 100 % CEM    |
|      | Acasă Chaîne généraliste nationale                | 27 décembre 2011 | 100 % CEM    |

| Logo | Chaîne                                                | Date de création  | Actionnaires |
| ---- | ----------------------------------------------------- | ----------------- | ------------ |
|      | Pro TV (HD) Chaîne généraliste nationale              | 1er décembre 1995 | 100 % CEM    |
|      | Acasă (HD) Chaîne généraliste nationale               | 2 février 1998    | 100 % CEM    |
|      | Pro Cinema Chaîne thématique nationale                | 28 avril 2004     | 100 % CEM    |
|      | Acasă Gold Chaîne thématique nationale                | 12 avril 2012     | 100 % CEM    |
|      | Pro TV Internațional Chaîne thématique internationale | 29 avril 2000     | 100 % CEM    |
|      | Pro Arena (HD) Chaîne thématique nationale sportive   | 28 juillet 2003   | 100 % CEM    |

| Logo | Chaîne                                                   | Date de création | Actionnaires |
| ---- | -------------------------------------------------------- | ---------------- | ------------ |
|      | TV Nova (HD) Chaîne généraliste nationale                | 4 février 1994   | 100 % CEM    |
|      | Nova 2 (HD) Chaîne généraliste nationale                 | 23 décembre 2012 | 100 % CEM    |
|      | Nova Action (HD) Chaîne thématique nationale             | 14 juillet 2012  | 100 % CEM    |
|      | Nova Cinema (HD) Chaîne thématique nationale             | 14 juillet 2012  | 100 % CEM    |
|      | Nova Gold (HD) Chaîne thématique nationale               | 22 février 2013  | 100 % CEM    |
|      | Nova International (HD) Chaîne thématique internationale | 1er février 2016 | 100 % CEM    |
|      | Nova Sport 1 (HD) Chaîne thématique nationale sportive   | 4 octobre 2008   | 100 % CEM    |
|      | Nova Sport 2 (HD) Chaîne thématique nationale sportive   | 5 septembre 2015 | 100 % CEM    |

| Logo | Chaîne                                     | Date de création | Actionnaires |
| ---- | ------------------------------------------ | ---------------- | ------------ |
|      | Markíza (HD) Chaîne généraliste nationale  | 31 août 1996     | 100 % CEM    |
|      | Markíza InternationalChaîne internationale | 1er février 2016 | 100 % CEM    |
|      | Doma (HD) Chaîne thématique nationale      | 31 août 2009     | 100 % CEM    |
|      | Dajto (HD) Chaîne thématique nationale     | 20 août 2012     | 100 % CEM    |
|      | Markíza KRIMIChaîne thématique nationale   | 6 juin 2022      | 100 % CEM    |

| Logo | Chaîne                                    | Date de création | Actionnaires |
| ---- | ----------------------------------------- | ---------------- | ------------ |
|      | Kanal A (HD) Chaîne généraliste nationale | 16 mai 1991      | 100 % CEM    |
|      | POP TV (HD) Chaîne généraliste nationale  | 15 décembre 1995 | 100 % CEM    |
|      | BRIO (HD) Chaîne thématique nationale     | 1er avril 2013   | 100 % CEM    |
|      | KINO (HD) Chaîne thématique nationale     | 1er avril 2013   | 100 % CEM    |
|      | OTO (HD) Chaîne thématique nationale      | 1er avril 2013   | 100 % CEM    |

#### Activités cédées
- Croatie
  - Nova TV
  - Mini TV
  - Doma TV
  - Nova World, destinée à la diaspora croate

- Slovaquie
  - TV Fooor

- Ukraine
  - 1+1
  - Kino
  - TET
  - CITI
  - 1+1 International

### Stations de radio
- Bulgarie (bTV Media group)
  - Radio (bTV Radio group)
    - N-JOY - national
    - Z-Rock  - national
    - bTV Radio - Sofia
    - Classic FM - Sofia
    - Jazz FM - Sofia
    - Melody Radio - Sofia